# Provincia de Comoé
Comoé es una de las 45 provincias de Burkina Faso, su capital es Banfora.

## Departamentos (población estimada a 1 de julio de 2018)
La provincia está dividida en nueve departamentos:
- Banfora 158,779
- Bérégadougou 16,105
- Mangodara 79,677
- Moussodougou 15,699
- Niangoloko 86,217
- Ouo 46,569
- Sidéradougou 133,593
- Soubakaniédougou 42,608
- Tiéfora 66,695